# Poème électronique

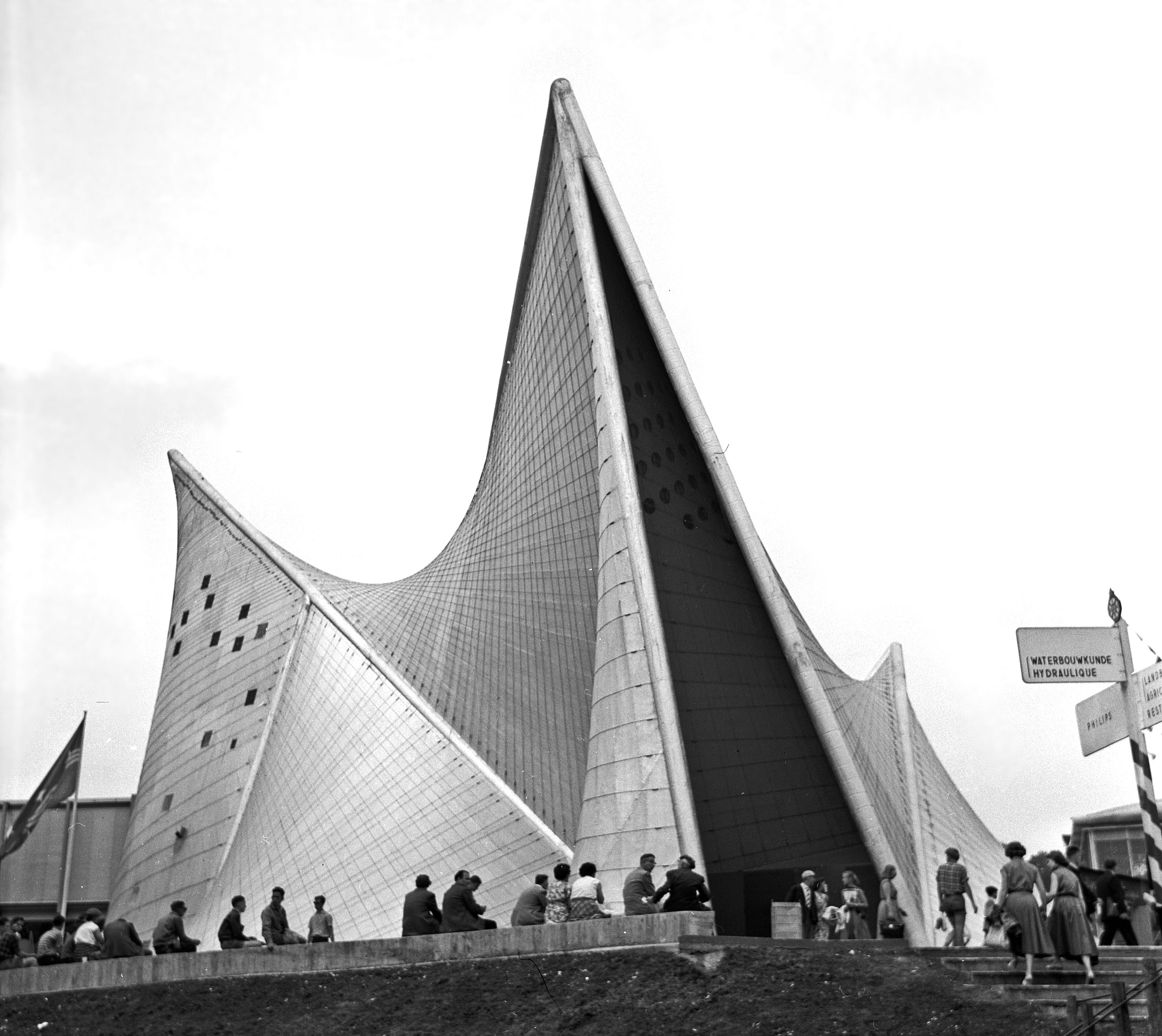
El Pabellón de Philips en la Exposición Universal de Bruselas de 1958

Poème électronique (traducción al español: "Poema electrónico") es una pieza de música electrónica de 8 minutos del compositor Edgard Varèse, escrita para el Pabellón Philips en la Exposición Universal de Bruselas de 1958. La corporación Philips encargó a Le Corbusier que diseñara el pabellón, que pretendía ser una muestra de su progreso en ingeniería. A Le Corbusier se le ocurrió el título Poème électronique, diciendo que quería crear un "poema en un jarrón". Varèse compuso la pieza con la intención de crear una liberación entre los sonidos y, como resultado, utiliza ruidos que generalmente no se consideran "musicales" a lo largo de la pieza. Fue la primera pieza electrónica espacializada y ambiental que combina elementos sonoros, arquitectónicos, lumínicos y fílmicos.

## Interpretación original
El pabellón tenía forma de estómago, con una entrada estrecha y una salida a ambos lados de un gran espacio central. A medida que el público entraba y salía del pabellón, se escuchaban las composiciones electrónicas Concret PH de Iannis Xenakis (quien también participó como asistente de arquitecto de Le Corbusier para el diseño del pabellón). Poème électronique se sincronizó con una película de fotografías en blanco y negro seleccionadas por Le Corbusier que tocaban temas vagos de la existencia humana. El concepto original de Le Corbusier requería una pausa en la película mientras se escuchaba su voz, hablando directamente a la audiencia. Sin embargo, Varèse se opuso a la idea de que la voz de Le Corbusier se reproduciría sobre su composición y la idea fue abandonada.[cita requerida]
El interior del pabellón estaba iluminado por un patrón de luces de colores que cambiaba constantemente y, además de la película, tres proyectores separados mostraban fotos fijas en las paredes.

## Espacialización
Varèse diseñó un esquema de espacialización muy complejo que se sincronizó con la película. Prefigurando el estilo acousmonium de proyección de sonido, cientos de altavoces fueron controlados por proyeccionistas de sonido con una serie de diales telefónicos giratorios. Cada dial podría encender cinco altavoces a la vez de un banco de 12. Las estimaciones del sistema de sonido del pabellón llegan a 450 altavoces, pero según las limitaciones del sistema de conmutación y la cantidad de proyeccionistas, 350 es más razonable.
Los altavoces se colocaron en las paredes interiores del pabellón, que luego se recubrieron con asbesto. El aspecto resultante fue el de una serie de protuberancias. El asbesto endureció las paredes, creando un espacio acústico cavernoso.
El esquema de espacialización explotó el diseño físico único del pabellón. Los altavoces se extendían hasta el vértice de los puntos de Le Corbusier, y Varèse hizo un gran uso de las posibilidades, enviando el sonido arriba y abajo de las paredes.

## Grabación
La pieza se grabó originalmente en tres cintas monoaurales separadas, dos de las cuales se grabaron a su vez en una cinta estéreo con efectos panorámicos. La cinta estéreo y la cinta monoaural restante se combinaron finalmente en una cinta perforada de 35 mm para sincronizar la cinta con la película y los cambios de iluminación.

## Secuencia de eventos
Las imágenes de la película de Le Corbusier son todas fotografías fijas en blanco y negro y deliberadamente abstractas. La primera imagen es la cabeza de un toro en un foco. La imagen final es una mujer con un bebé en brazos. Le Corbusier asignó secciones temáticas a la película:
| 0-60"      | Génesis                               |
| 61-120"    | Espíritu y Materia                    |
| 121-204"   | De la oscuridad al amanecer           |
| 205-240"   | Dioses hechos por el hombre           |
| 241 – 300" | Cómo el tiempo moldea la civilización |
| 301 – 360" | Armonía                               |
| 361 – 480" | A toda la humanidad                   |

La secuencia de sonidos en la composición de Varèse:
| 0"    | 1. | a. | Repique bajo de campanas. "Bloques de madera." Sirenas Los toques rápidos conducen a sonidos agudos y penetrantes. Pausa de 2 segundos.                                                            |
| 43"   |    | b. | Tonos de "Bongo" y ruidos de rejilla más altos. Sirenas. "Graznidos" cortos. El grupo de tres tonos declaró tres veces.                                                                            |
| 1'11" |    | c. | Tonos bajos sostenidos con ruidos chirriantes. Sirenas "Graznidos" cortos. Grupo de tres tonos. Pausa de 2 segundos.                                                                               |
| 1'40" |    | d. | "Graznidos" cortos. Altos "chirridos". Variedad de "disparos", "bocinazos", "ruidos de máquinas". sirenas. Los grifos conducen a                                                                   |
| 2'36" | 2. | a. | Repiques graves de campanas. Tonos electrónicos sostenidos. Tonos repetidos de "bongo". Tonos electrónicos altos y sostenidos. Tono bajo, crescendo. Los ruidos rítmicos conducen a                |
| 3'41" |    | b. | Voz, "Oh-gah". Pausa de 4 segundos. La voz continúa suavemente. |
| 4'17" |    | c. | De repente fuerte. Sonidos rítmicos de percusión unidos por voz. "Ruidos de animales" bajos, raspando, arrastrando los pies, sonidos vocales huecos. Decreciendo a una pausa de 7 segundos.        |
| 5'47" |    | d. | Tonos electrónicos sostenidos, crescendo y decrecendo. Sonidos rítmicos de percusión. Tonos electrónicos sostenidos más altos, crescendo. "Ruido de avión", "campanillas", tintineo.               |
| 6'47" |    | e. | Voz femenina. Coro masculino. Ruidos electrónicos, órgano. Grifos altos. Swooping sonido de órgano. El grupo de tres notas fijado dos veces. Rumble, sirenas, crescendo (8 minutos y 5 segundos)." |